# Курник (місто)
Ку́рник (пол. Kórnik, нім. Burgstadt) — місто в північно-західній Польщі біля Познані.

## Транспорт і шляхи
Через місто проходять такі шляхи:
 Шлях національного значення у Польщі № 11 (дорога експресова S11): Колобжег — Кошалін — Познань — Курник — Острув-Великопольський — Битом
Шлях воєводський нр 434: Любово — Костшин — Курник — Сьрем — Дольськ — Гостинь — Кробія — Равич
Шлях воєводський нр 431: Курник (Мощениця) — Рогалін — Мосіна — Врончин

## Демографія
Демографічна структура станом на 31 березня 2011 року:
|          | Загалом | Допрацездатний вік | Працездатний вік | Постпрацездатний вік |
| -------- | ------- | ------------------ | ---------------- | -------------------- |
| Чоловіки | 3452    | 783                | 2348             | 321                  |
| Жінки    | 3794    | 726                | 2269             | 799                  |
| Разом    | 7246    | 1509               | 4617             | 1120                 |

## Відомі люди
- Генріх Горст — львівський і познанський скульптор, підписав контракт на виготовлення надгробків шляхтичів Ґурок у парафіяльному костелі міста[4]
- Каєтан Вінцент Келісінський (7 серпня 1808 — 2 січня 1849) — польський графік, помер тут.
- Лукаш Ґурка — польський шляхтич, чоловік (шлюбний) Гальшки Острозької, був похований у парафіяльному костелі міста, зберігся його надгробок[5][6].
- Віслава Шимборська (2 липня 1923 — 1 лютого 2012) — польська поетеса, есеїстка, літературний критик і перекладачка, лауреатка Нобелівської премії з літератури (1996).